# Татаринцева, Ольга Алексеевна
Ольга Алексеевна Татаринцева (род. 4 апреля 1967, Старая Ушица) — российская художница, автор инсталляций и арт-объектов. В основном работает с керамикой. Работает как самостоятельно, так и совместно с мужем, художником Олегом Татаринцевым.

## Биография
Ольга родилась в посёлке Старая Ушица (Хмельницкая область Украинской ССР) в 1967 году. В 1977—1981 годах училась в художественной школе районного центра, города Каменец-Подольский. В 1981—1986 годах училась в Косовском художественном училище имени В. И. Касияна на отделении керамики, после окончания которого в 1987 году поступила во Львовский институт прикладного и декоративного искусства, где училась до 1992 года. В 1993 году вместе с мужем, Олегом Татаринцевым, переехала в Москву.
С 1998 года Ольга — член Международной федерации художников (англ. International Federation of Artists), с 2001 года — Московского союза художников.
В феврале 2011 года в Московском музее современного искусства прошла совместная ретроспектива Ольги и Олега Татаринцевых «Максимум исключений», где были представлены живопись и керамическая скульптура в духе американского минимализма.

## Работы в собраниях[3][источникне указан 4023 дня]
Музей Людвига в Русском музее, Санкт-Петербург
Rappaz Museum. Базель. Швейцария
Московский музей современного искусства
Magnelli Museum and Ceramics Museum. Валлорис, Франция
Екатеринбургский музей изобразительных искусств.
Всероссийский музей Декоративно-прикладного и народного искусства. Москва
Национальный музей монументальной керамики Украины. Опишное
Елагиноостровский дворец-музей, Санкт-Петербург
Музей Декоративно-прикладного искусства 
СпбХПА им. Штиглица, Санкт-Петербург
Музей Максимилиана Волошина. Коктебель
Собрание мэрии города Москвы
Seoul Cyber University.Сеул,Корея
Львовская академия искусств
Галерея Viartis. Халле, Германия
Галерея Gala. Магдебург, Германия
Галерея Gado, Прага
Коллекция Jean Mishel .Франция

## Персональные выставки
- 2021 г. Думаю: прочь. Галерея pop/off/art. Москва
- 2020 г. Утопая в цифрах. ILONA-K Space. Москва
- 2019 г. "Motslibres" Aleksandra Viveiros Gallery.Париж.Франция
- 2018 г. “Запределами“, Ольга и Олег Татаринцевы, галерея pop/off/art. Москва
- 2017 г. "Отказ и ожидание" Inner Voice gallery. Санкт-Петербург
- 2016  г. "Simulation of Normality" Nadja Brykina gallery. Zurich Manifesta 11 Параллельная программа
- 2015 г. "Вместо музыки" галерея pop/off/art Москва
- 2013 г. "No comment" галерея pop/off/art. Москва
- 2012 г. Ольга и Олег Татаринцевы. Rappaz Museum. Базель. Швейцария
- 2012 г. Crazy happy merry colours. Универмаг Цветной. Москва
- 2011 г. «Максимум исключений» Московский музей современного искусства
- 2009 г. «Часть и целое». Галерея pop/off/art. Москва
- 2004 г. Галерея «Viartis». Халле, Германия
- 2002 г. Центральный Дом Художника, Москва
- 2002 г. Галерея Neohaus. Москва
- 2001 г. Компания «Дон Строй», Москва
- 2000 г. Культурный центр Словакии, Москва
- 2000 г. Галерея А-З, Москва
- 2000 г. Выставочный зал Культурного центра Украины, Москва
- 1999 г. Выставочный зал Тушино, Москва
- 1999 г. Центральный Дом Художника, Москва
- 1996 г. Посольство Украины в России, Москва
- 1996 г. Галерея Московский художник, Москва

## Art Fair
- 2018 г. Vienna Contemporary.Вена. Австрия
- 2018 г. Art Brussels. Брюссель. Бельгия.
- 2017 г. Vienna Contemporary.Вена. Австрия
- 2017 г. Cosmoscow
- 2015 г. Vienna Fair. Вена. Австрия
- 2014 г. Arte Fiera. Болонья. Италия
- Cosmoscow
- 2013 г. Contemporary Istanbul. Стамбул. Турция
- 2013 г. Vienna Fair. Вена. Австрия
- 2009 г. 13 Международная художественная ярмарка «Арт Москва» стенд галереи pop/off/art
- 2008 г. 12 Международная художественная ярмарка «Арт Москва», ЦДХ, Москва, стенд галереи pop/off/art

## Групповые выставки
- 2021 г. From Form to Surface. Vantaa Art Museum. Вантаа
- 2021 г. Вещи. Анна Нова. Санкт-Петербург
- 2020 г. Предчувствие космоса. Alexandra de Viveros. Париж
- 2021 г. Масочный режим. Галерея«Наши художники». Москва
- 2021 г. Пейзаж в скульптуре. Скульптура в пейзаже. Государственный Русский музей. Санкт-Петербург
- 2020-2021 г. Керамика. Парадоксы. Государственный историко-архитектурный музей-заповедник «Царицыно». Москва
- 2020 г. Художники в изоляции. StudioK3. Цюрих. Швейцария
- 2020 г. Premonition of the Cosmos. Olga Kiseleva, Gosha Ostretsov, Olga & Oleg Tatarintsev, Leonid Tishkov. Alexandra de Viveiros Galerie. Париж. Франция
- 2019 г. 6 Международная биеннале современного искусства «Алюминиум» в Баку. Азербайджан
- 2019 г. Dis<>Order Clare Goodwin, Pe Lang, Platon Infante, O&O Tatarintsev. Nadja Brykina gallery. Москва
- 2019. г. Прорыв. Фонд культуры Екатерина. Москва. Куратор Михаил Сидлин.
- 2017 г. Сопротивление,традиции и открытия. Четыре десятилетия Русского искусства. Русский музей в Малаге.Испания.
- 2017 г. Конечный ресурс.Параллельная программа 7 Московской биеннале современного искусства.МГХПА им Строганова.
- 2017 г. 1917-2017.Nadja Brykina gallery.Цюрих.Швейцария
- 2017 г. Боль и воля Stella Art Foundation. Москва.
- 2017 г. Lexus Hybrid Art. Москва-Сити, башня Око.
- 2016 г. Каждый вечер перед сном.Галерея на Солянке. Москва.
- 2016 г. Дорога. Авеню Северо-запад. Москва.
- 2015 г. Музей современного искусства, Департамент труда и занятости . 3 Уральская индустриальная биеннале современного искусства г. Екатеринбург.
- 2015 г. Интервенция. Специальный проект 6 Московской биеннале современного искусства. Всероссийский музей декоративного искусства. Москва
- 2015 г. Крылья Евразии. Специальный проект 6 Московской биеннале современного искусства
- 2014 г. ХХ||| Biennale international of Vallauris contemporary creation and ceramics. Франция
- 2014 г. Музей с предсказаниями. Московский музей современного искусства.
- 2013 г. Специальный проект 5 Московской биеннале современного искусства «Департамент труда и занятости». Государственная Третьяковская галерея. Музей современного искусства. Москва
- 2013 г. Специальный проект 5 Московской биеннале современного искусства «Медиадвор». Высшая школа экономики. Москва
- 2012 г. Metageo. Nadja Brykina galley. Цюрих. Швейцария
- 2011 г. «Врата и двери» Русский музей. Санкт-Петербург.
- 2011 г. «Новая скульптура хаос и структура» Новый Музей. Санкт-Петербург.
- 2010 г. «Metamorphoses du Modernisme; le Manoir du Contades. Strasborg. France Совместно с К. Голициной О. Лангом. Г. Зухом
- 2010 г. «Остановка школа» спецпроект 14-й международной художественной ярмарки Арт Москва.
- 2010 г. SRETENKA DESIGN WEEK^ галерея Марс. Москва
- 2010 г. «Girls and abstractions» Borschtgallery. Москва.
- 2010 г. «Воздух ; Государственный Дарвиновский музей. Москва.
- 2010 г. «Декоративное искусство Москвы» Московский дом художника.
- 2009 г. «0.5» галерея pop/off/art. Москва
- 2009 г. «Новая скульптура хаос и структура» галерея на Солянке. Москва
- 2009 г. «Спальный район» Специальный проект Третьей Московской биеннале современного искусства
- 2009 г. 13 Международная художественная ярмарка «Арт Москва» стенд галереи pop/off/art
- 2009 г. «Небесные дела» галерея А 3 Москва
- 2008 г. 12 Международная художественная ярмарка «Арт Москва». ЦДХ, Москва, стенд галереи pop/off/art
- 2007 г. «75 лет МСХ». Манеж, Москва
- 2007 г. Галерея XXI века. Москва
- 2007 г. «Свободное построение» (совместно с Зурабом Церетели и Олегом Татаринцевым). Галерея «Стекло», Санкт-Петербург
- 2007 г. «Керамика и стекло на траве». Елагиноостровский дворец-музей. Санкт-Петербург
- 2006 г. «Декоративное искусство Москвы». МДХ
- 2006 г. «Солнечный квадрат». ЦДХ, Москва
- 2006 г. «Памяти Сергея Травникова». МГХПУ им. С. Г. Строганова
- 2005 г. «От белого к черному». ЦДХ, Москва
- 2005 г. «Вкус вина» (совместно с Сергеем Радюком и Олегом Татаринцевым). ЦДХ, Москва
- 2004 г. «Ambiente Rossia», Москва
- 2004 г. «Космос». Русский дом науки и культуры. Берлин, Германия
- 2004 г. IV Международный фестиваль искусств. Магдебург, Германия
- 2004 г. «Травников + друзья». МГХПУ им. С. Г. Строганова
- 2004 г. Выставка декоративно-прикладного искусства «Арбат 21». МСХ, Москва
- 2003 г. «Космос». Российский культурный центр. Сантьяго де Чили, Чили
- 2003 г. Международный симпозиум художников-живописцев. Коктебель, Крым, Украина
- 2003 г. «Работа года». ЦДХ, Москва
- 2003 г. III Международный фестиваль искусств. Магдебург, Германия
- 2003 г. «70 лет МСХ». Манеж, Москва
- 2003 г. «Солнечный квадрат». ЦДХ, Москва
- 2002 г. «45 лет журналу ДИ». Российская Академия художеств
- 2002 г. «Московский двор». Малый манеж, Москва
- 2002 г. Выставка журнала ДИ «Масштаб 1:1» (Вместе с Бархиным, Тимофеевым, Лубенниковым, Сторожиком)
- 2002 г. «Да будет свет». Московский дом художника
- 2001 г. «Солнечный квадрат». Манеж, Москва
- 2001 г. «Москва - Петербург». Манеж, Москва
- 2001 г. «Творческие среды». ЦДХ, Москва
- 2001 г. Международный симпозиум художников - керамистов. Опошня, Украина (Дипломант)
- 2001 г. «Москва и москвичи». Московский дом художника
- 2001 г. «Город». Галерея А-З, Москва
- 2001 г. «Петербург - Москва». Санкт-Петербург
- 1999 г. «Ambiente». ЦДХ, Москва
- 1999 г. «Работа года». ЦДХ, Москва
- 1998 г. «Вазы и цветы». Галерея РОСИЗО, Москва
- 1997 г. «Молодёжная». Московский дом художника.
- 1996 г. «Декоративное искусство России». ЦДХ, Москва
- 1995 г. «Молодёжная». Московский Дом художника
- 1991 г. «Товарищество Доля». Миннеаполис, США
- 1990 г. «Осенняя выставка». Львов
- 1988 г. «Мир глазами молодых». Львов
- 1987 г. «Выставка керамики». Жешув, Польша